# Nelson Ferreira
Nelson Ferreira (Interlaken, 26 maggio 1982) è un ex calciatore portoghese con cittadinanza svizzera, di ruolo centrocampista.